# Rudolph Boysen
Charles Rudolph Boysen (* 14. Juli 1895; † 25. November 1950 in Anaheim) war ein US-amerikanischer Pflanzenzüchter, der die nach ihm benannte Boysenbeere, die eine Kreuzung aus einer Brombeerart und der Loganbeere ist, züchtete.

## Boysenbeere
Rudolph Boysen experimentierte im kalifornischen Napa während der 1920er mit verschiedenen Beerenkreuzungen. 1923 wuchs sein nach ihm benannter Hybrid erfolgreich und trug Früchte. Unfähig daraus kommerziellen Erfolg zu schlagen, ließ Boysen sein Anbaugebiet allerdings auf, nachdem er sich bei einem Unfall eine Wirbelfraktur zugezogen hatte. Als Boysen nach Orange County zog, brachte er seine Beere dennoch mit. Jahre später erfuhr der Züchter Walter Knott von der Boysenbeere, machte Rudolph Boysen ausfindig und schaffte es, aus den paar verbliebenen Pflanzen eine erfolgreiche Zucht auf seiner Farm in Buena Park, die fortan Knott’s Berry Farm hieß, aufzubauen. Knott war es auch, der die Beere nach ihrem Züchter benannte.

## Leben
Boysen war mit Margaret Bruton verheiratet, ihr gemeinsamer Sohn, Robert Matt Boysen, kam 1924 zur Welt.
Rudolph Boysen arbeitete von 1921 bis 1950 als Parkwächter in Anaheim, er starb im Alter von 55 Jahren und ist am Melrose Abbey-Friedhof in Anaheim begraben.

## Ehrungen
In Placentia ist die „Boysenberry Lane“ und in Anaheim sind sowohl die „Boysen Avenue“ als auch der „Boysen Park“ nach Rudolph Boysen benannt.